# Richtungsableitung
In der Mathematik ist die Richtungsableitung einer von mehreren Variablen abhängigen Funktion die momentane Änderungsrate dieser Funktion in einer durch einen Vektor vorgegebenen Richtung.
Eine Verallgemeinerung der Richtungsableitung auf unendlichdimensionale Räume ist das Gâteaux-Differential.

## Definitionen
Seien  {\displaystyle U\subset \mathbb {R} ^{n}} eine offene Menge, {\displaystyle x\in {U}} und {\displaystyle v\in \mathbb {R} ^{n}} ein Vektor.
Die Richtungsableitung einer Funktion {\displaystyle f\colon {U}\to \mathbb {R} } am Punkt {\displaystyle x} in Richtung von {\displaystyle v} ist definiert als Grenzwert
{\displaystyle D_{v}{f(x)}=\lim _{h\rightarrow 0}{\frac {f(x+h\cdot v)-f(x)}{h}},}
falls dieser existiert. Hierfür schreibt man auch {\displaystyle \partial _{v}f(x)} oder {\displaystyle {\frac {\partial f}{\partial v}}(x)}.

### Alternative Definition
Durch
{\displaystyle \gamma \colon (-\varepsilon ,\varepsilon )\to U,\;\gamma (t):=x+t\cdot v,}
ist ein Stück einer parametrisierten Gerade definiert. Das {\displaystyle \varepsilon >0} ist hierbei hinreichend klein gewählt, so dass {\displaystyle \gamma (t)\in U} an jeder Stelle {\displaystyle t\in (-\varepsilon ,\varepsilon )} gilt.
Nun ist die Verkettung {\displaystyle f\circ \gamma } eine gewöhnliche reelle Funktion und man erhält gemäß
{\displaystyle D_{v}f(x):=(f\circ \gamma )'(0)={\frac {\mathrm {d} }{\mathrm {d} t}}f(\gamma (t)){\Big |}_{t=0}}
eine äquivalente Definition der Richtungsableitung.
Diese Definition bietet den Vorteil der Zurückführung der Richtungsableitung auf eine gewöhnliche Ableitung, womit keine neue Art von Differentialquotient betrachtet werden muss.
Zudem kann man diese Definition dergestalt konzeptuell erweitern, dass {\displaystyle \gamma } eine beliebige differenzierbare Parameterkurve mit {\displaystyle \gamma (0)=x} und Tangentialvektor {\displaystyle \gamma '(0)=v} sein darf. Allerdings setzt man {\displaystyle f} hierfür als an der Stelle {\displaystyle x} total differenzierbar voraus, denn dann ist das totale Differential {\displaystyle \mathrm {d} f(x)} vorhanden und es gilt
{\displaystyle (f\circ \gamma )'(0)=\mathrm {d} f(x)(v)}
gemäß der Kettenregel, was die Gewissheit verschafft, dass der Wert unabhängig von der gewählten Parameterkurve ist. Die Richtungsableitung ist in diesem Fall auch dann erklärt, wenn der Definitionsbereich von {\displaystyle f} eine differenzierbare Mannigfaltigkeit ist und der Vektor {\displaystyle v} aus dem Tangentialraum entstammt, welcher sich der Mannigfaltigkeit am Punkt {\displaystyle x} anschmiegt. Beispielsweise kann die Spur der Parameterkurve bei einer Mannigfaltigkeit mit äußerer Krümmung unmöglich ein Geradenstück sein, weil sie per se innerhalb der Mannigfaltigkeit verlaufen muss.

### Einseitige Richtungsableitungen
Die einseitigen Richtungsableitungen von  {\displaystyle f\colon {U}\rightarrow \mathbb {R} } in Richtung {\displaystyle v\in \mathbb {R} ^{n}} sind definiert durch
{\displaystyle D_{v}^{+}{f(x)}=\lim _{h\rightarrow 0,\,h>0}{\frac {f(x+h\cdot v)-f(x)}{h}}}
{\displaystyle D_{v}^{-}{f(x)}=\lim _{h\rightarrow 0,\,h<0}{\frac {f(x+h\cdot v)-f(x)}{h}}=-D_{-v}^{+}f(x).}
Die Richtungsableitung in Richtung {\displaystyle v} existiert genau dann, wenn die beiden einseitigen Richtungsableitungen {\displaystyle D_{v}^{+}{f(x)}} und {\displaystyle D_{v}^{-}{f(x)}} übereinstimmen. In diesem Fall gilt
{\displaystyle D_{v}{f(x)}=D_{v}^{+}{f(x)}=D_{v}^{-}{f(x)}.}

### Ableitung in normierte Richtungen
Einige Autoren definieren die Richtungsableitung nur in Richtung normierter Vektoren:
{\displaystyle D_{v}{f(x)}=\lim _{h\rightarrow 0}{\frac {f(x+h\cdot v)-f(x)}{h\cdot \lVert v\rVert }}.}
Für Richtungen {\displaystyle v} auf der Einheitssphäre {\displaystyle \mathbb {S} ^{n-1}} stimmen diese beiden Definition überein. Andernfalls unterscheiden sich die beiden Definitionen durch den Faktor {\displaystyle \lVert v\rVert }. Während die obige Definition für alle Richtungen definiert ist, ist die Ableitung in normierte Richtungen nur für {\displaystyle v\neq 0} definiert.
Besonders in den Anwendungen kann es sinnvoll sein, mit dem normierten Richtungsvektor {\displaystyle {\frac {v}{\lVert v\rVert }}} zu rechnen; damit ist gewährleistet, dass die Richtungsableitung nur mehr von der Richtung, aber nicht vom Betrag von {\displaystyle v} abhängt.

## Schreibweisen
Statt {\displaystyle D_{v}f(x)} sind auch die Schreibweisen
{\displaystyle \nabla _{v}{f}(x)},   {\displaystyle \partial _{v}f(x)},   {\displaystyle \displaystyle {\frac {\partial {f(x)}}{\partial {v}}}}   und {\displaystyle f'_{v}(x)}
üblich, um unter anderem Verwechslungen mit den kovarianten Ableitungen der Differentialgeometrie zu vermeiden.
Ist {\displaystyle f} total differenzierbar, so kann die Richtungsableitung mit Hilfe der totalen Ableitung dargestellt werden (siehe den Abschnitt Eigenschaften).
Schreibweisen dafür sind
{\displaystyle Df(x)v},   {\displaystyle Df_{x}\,v},   {\displaystyle \operatorname {grad} \ f(x)\cdot v},   {\displaystyle \nabla f(x)\cdot v}   und {\displaystyle (v\cdot \nabla )f(x)}.

## Eigenschaften
- Wählt man als Richtungsvektor {\displaystyle {\vec {v}}} die Koordinateneinheitsvektoren {\displaystyle {\vec {e}}_{1},\dots ,{\vec {e}}_{n}}, so erhält man die partiellen Ableitungen von {\displaystyle f} im jeweiligen Punkt {\displaystyle {\vec {x}}}:
{\displaystyle D_{{\vec {e}}_{i}}f({\vec {x}})={\frac {\partial f}{\partial x_{i}}}({\vec {x}})}
- Die einseitige Richtungsableitung ist als Funktion von {\displaystyle {\vec {v}}} positiv homogen, das heißt für alle positiven {\displaystyle \alpha >0} gilt:
{\displaystyle D_{\alpha {\vec {v}}}^{+}{f({\vec {x}})}=\alpha D_{\vec {v}}^{+}{f({\vec {x}})}.}
- Falls  {\displaystyle f}  in {\displaystyle {\vec {x}}} total differenzierbar ist, so ist die Richtungsableitung als Funktion von {\displaystyle {\vec {v}}} sogar linear und kann durch den Gradienten {\displaystyle \nabla f} von {\displaystyle f} ausgedrückt werden:
{\displaystyle D_{\vec {v}}{f}({\vec {x}})=\nabla f({\vec {x}})\cdot {\vec {v}}={\frac {\partial f}{\partial x_{1}}}({\vec {x}})\,v_{1}+\dots +{\frac {\partial f}{\partial x_{n}}}({\vec {x}})\,v_{n}}

## Beispiele

### Eindimensionale Betragsfunktion

Der Absolutbetrag ist seine eigene Richtungsableitung in 0.

Im eindimensionalen Fall gibt es nur zwei mögliche Richtungen, nämlich nach links bzw. nach rechts.
Die Richtungsableitungen entsprechen also den üblichen einseitigen Ableitungen.
Die Ableitungen in beide Richtungen dürfen verschiedene Werte annehmen, das bedeutet anschaulich, dass die Funktion einen Knick haben kann. Ein einfaches Beispiel hierfür ist die Betragsfunktion.
Sie ist in {\displaystyle 0} zwar nicht differenzierbar, aber die einseitige Richtungsableitung existiert:
{\displaystyle D_{v}^{+}{f(0)}=v\quad } für {\displaystyle v\geq 0}
und
{\displaystyle D_{v}^{-}{f(0)}=-v\quad } für {\displaystyle v\leq 0}
Der Absolutbetrag ist also gleich seiner einseitigen Richtungsableitung in 0 als Funktion von {\displaystyle v}.

### Normalenableitung auf Gebieten
Ist {\displaystyle \Omega \subset \mathbb {R} ^{n}} {\displaystyle (n>1)} ein glatt berandetes Gebiet mit einem äußeren Normalenvektorfeld {\displaystyle \nu } und {\displaystyle f\in C^{1}({\bar {\Omega }})}, dann ist
{\displaystyle {\frac {\partial f}{\partial \nu }}=\nabla f\cdot \nu }
die Normalenableitung von {\displaystyle f} auf dem Rand von {\displaystyle \Omega }. Objekte dieser Art treten beispielsweise bei partiellen Differentialgleichungen mit Neumann-Randbedingungen auf.